# صالح فرج

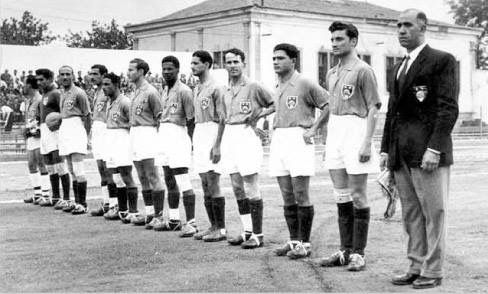
المنتخب العراقي لكرة القدم 1951
من اليمين:
ضياء حبيب، بيرسي لاينسديل، كريم علاوي، ناصر يوسف، شاكر إسماعيل، صالح فرج، سعيد يشوع مراد، حمة بشكة، جميل عباس، توما عبد الأحد، عادل كامل، ودود خليل جمعة

صالح فرج هو لاعب كرة قدم وكرة سلة عراقي سابق. شارك في بطولة كرة السلة للرجال في دورة الألعاب الأولمبية الصيفية عام 1948.
لعب كرة القدم لفريق الكلية العسكرية، ومثل المنتخب العراقي لكرة القدم في أول مشاركة خارجية له سنة 1951 في تركيا.
كما مثل المنتخب العسكري العراقي في مباراته أمام نظيره الباكستاني في مباراة أقيمت في بغداد سنة 1950 وانتهت بالتعادل بهدف واحد سجله صالح فرج.

## روابط خارجية
- فراس صالح على موقع سبورتس رفرنس (الإنجليزية)
- فراس صالح على موقع أوليمبيديا (الإنجليزية)